# Frasne
Frasne és un municipi francès situat al departament del Doubs i a la regió de Borgonya - Franc Comtat. L'any 2007 tenia 1.771 habitants.

## Demografia

### Població
El 2007 la població de fet de Frasne era de 1.771 persones. Hi havia 701 famílies de les quals 218 eren unipersonals (115 homes vivint sols i 103 dones vivint soles), 186 parelles sense fills, 249 parelles amb fills i 48 famílies monoparentals amb fills.
La població ha evolucionat segons el següent gràfic:
Habitants censats

### Habitatges
El 2007 hi havia 833 habitatges, 720 eren l'habitatge principal de la família, 63 eren segones residències i 50 estaven desocupats. 527 eren cases i 305 eren apartaments. Dels 720 habitatges principals, 476 estaven ocupats pels seus propietaris, 231 estaven llogats i ocupats pels llogaters i 13 estaven cedits a títol gratuït; 15 tenien una cambra, 45 en tenien dues, 92 en tenien tres, 178 en tenien quatre i 390 en tenien cinc o més. 608 habitatges disposaven pel capbaix d'una plaça de pàrquing. A 354 habitatges hi havia un automòbil i a 290 n'hi havia dos o més.

### Piràmide de població
La piràmide de població per edats i sexe el 2009 era:
| Homes | Edats   | Dones |
| ----- | ------- | ----- |
| 0     | 95 o +  | 0     |
| 0     | 90 a 94 | 16    |
| 12    | 85 a 89 | 16    |
| 12    | 80 a 84 | 4     |
| 24    | 75 a 79 | 24    |
| 24    | 70 a 74 | 32    |
| 44    | 65 a 69 | 40    |
| 44    | 60 a 64 | 36    |
| 24    | 55 a 59 | 44    |
| 44    | 50 a 54 | 52    |
| 44    | 45 a 49 | 28    |
| 64    | 40 a 44 | 68    |
| 88    | 35 a 39 | 60    |
| 60    | 30 a 34 | 44    |
| 92    | 25 a 29 | 56    |
| 28    | 20 a 24 | 36    |
| 64    | 15 a 19 | 64    |
| 76    | 10 a 14 | 60    |
| 56    | 5 a 9   | 76    |
| 40    | 0 a 4   | 56    |

## Economia
El 2007 la població en edat de treballar era de 1.072 persones, 836 eren actives i 236 eren inactives. De les 836 persones actives 780 estaven ocupades (444 homes i 336 dones) i 57 estaven aturades (22 homes i 35 dones). De les 236 persones inactives 77 estaven jubilades, 93 estaven estudiant i 66 estaven classificades com a «altres inactius».

### Ingressos
El 2009 a Frasne hi havia 743 unitats fiscals que integraven 1.874,5 persones, la mediana anual d'ingressos fiscals per persona era de 18.445 €.

### Activitats econòmiques
Dels 90 establiments que hi havia el 2007, 1 era d'una empresa extractiva, 4 d'empreses alimentàries, 1 d'una empresa de fabricació de material elèctric, 10 d'empreses de fabricació d'altres productes industrials, 18 d'empreses de construcció, 10 d'empreses de comerç i reparació d'automòbils, 4 d'empreses de transport, 6 d'empreses d'hostatgeria i restauració, 1 d'una empresa d'informació i comunicació, 2 d'empreses financeres, 7 d'empreses immobiliàries, 7 d'empreses de serveis, 14 d'entitats de l'administració pública i 5 d'empreses classificades com a «altres activitats de serveis».
Dels 30 establiments de servei als particulars que hi havia el 2009, 1 era una gendarmeria, 1 oficina de correu, 1 una oficina bancària, 1 funerària, 1 autoescola, 4 guixaires pintors, 3 fusteries, 4 lampisteries, 2 electricistes, 2 perruqueries, 3 veterinaris, 4 restaurants, 2 agències immobiliàries i 1 saló de bellesa.
Dels 6 establiments comercials que hi havia el 2009, 1 era un hipermercat, 2 fleques, 1 una sabateria, 1 una botiga de material de revestiment de parets i terra i 1 una joieria.
L'any 2000 a Frasne hi havia 12 explotacions agrícoles.

## Equipaments sanitaris i escolars
L'únic equipament sanitari que hi havia el 2009 era una farmàcia.
El 2009 hi havia 1 escola maternal i 1 escola elemental. Frasne disposava d'un col·legi d'educació secundària amb 328 alumnes.

## Poblacions més properes
El següent diagrama mostra les poblacions més properes.